# Crispino I di Pavia
Crispino I di Pavia (... – 466 circa) è stato un vescovo italiano.
Il suo culto fu confermato da papa Leone XIII nel 1888.

## Biografia
Secondo Ennodio, vescovo di Pavia agli inizi del VI secolo e autore della vita di sant'Epifanio, Crispino esercitava già l'incarico di vescovo a Pavia quando conferì il lettorato a Epifanio a 8 anni, ossia nel 446 circa.
Crispino prese parte al concilio indetto probabilmente a Milano dal vescovo Eusebio, nell'estate del 451, e sottoscrisse al sesto posto la lettera sinodale con la quale i vescovi italiani condannavano l'archimandrita Eutiche e professavano le due nature distinte nell'unica persona di Cristo, Figlio di Dio.
Ennodio riferisce ancora che Crispino nel 456 circa ordinò Epifanio suddiacono e due anni dopo diacono, affidandogli contestualmente degli incarichi sempre più importanti e delicati; infine lo scelse come suo successore sulla cattedra di Pavia, ottenendone l'approvazione da Rusticio, vir illustris di Milano.
Secondo Ennodio, Crispino morì otto anni dopo aver ordinato diacono Epifanio, cioè nel 466 circa. Fu sepolto nella chiesa di Santa Maria Maggiore, che aveva contribuito ad edificare.

## Il culto
Il suo culto come santo fu confermato da papa Leone XIII con decreto del 20 dicembre 1888.
Il suo elogio si legge nel martirologio romano al 7 gennaio.